# René de Froulay de Tessé
René III de Froulay de Tessé (ur. 14 maja 1648 w Le Mans, zm. 30 marca 1725 w Yerres) – marszałek wojsk francuskich i dyplomata.
Mianowany marszałkiem w 1704 roku, walczył we Włoszech (1707) przeciw koalicji antyfrancuskiej. W 1707 przeprowadził oblężenie Tulonu. 
Z armii przeszedł do służb dyplomatycznych. W 1708 mianowany ambasadorem w Rzymie, a w 1723 roku ambasadorem w Hiszpanii. Namówił Filipa V by ponownie objął tron Hiszpanii po śmierci swego syna i następcy Ludwika I Hiszpańskiego, na którego rzecz wcześniej abdykował, a który zmarł w 1724 po kilku miesiącach sprawowania władzy (od 14 stycznia do 31 sierpnia 1724 roku).